# Barra Ámsterdam
La Barra Ámsterdam es la barra brava del Club Atlético Peñarol, uno de los dos equipos grandes del fútbol uruguayo. Es formada por otras facciones más chicas como "Los Pibes del Palacio", "Los Dueños de la Fiesta", "Barrios Unidos", "La Banda del Borro", "La Banda del Marconi" y "Cerro Norte" entre otras facciones, están formadas por distintos barrios que cada uno tiene su grupo y su referente.

## Historia
La Barra Ámsterdam surgió a principios de la década de los 70 y en principio fue conocida como "La Caterva Aurinegra". Su actual nombre proviene de la Tribuna Ámsterdam, tribuna popular del estadio Centenario donde Peñarol jugaba de local hasta la inauguración del estadio Campeón del Siglo en 2016. Actualmente la Barra Ámsterdam se aloja en la parte baja de la Tribuna Cataldi del Siglo.

## Violencia
La Barra Ámsterdam es una de las más peligrosas de América y a mantenido conflictos violentos con otras barras, principalmente con "La Banda del Parque", barra del Club Nacional de Football, clásico rival de Peñarol. La barra brava de Peñarol también mantuvo conflictos con la policía.
En junio de 1994, momentos antes de disputar un clásico correspondiente al Torneo Apertura, Walter Diego Posadas, un hincha de Nacional de 16 años fue asesinado por un barra brava de Peñarol de 15 años a escasos metros del estadio Centenario. Tanto Nacional como Peñarol perdieron cuatro puntos para ese torneo.Este fue el primer asesinato entre hinchas de Peñarol y Nacional.
En septiembre de 1997, se jugaba Peñarol-Rampla Juniors Fútbol Club en Las Acacias el partido debió suspenderse tras lanzamientos de proyectiles al arquero de Rampla Juniors, a Peñarol se lo multo con 12 fechas sin poder jugar en Las Acacias y con una multa de 400 UR.

## Hinchada de Peñarol

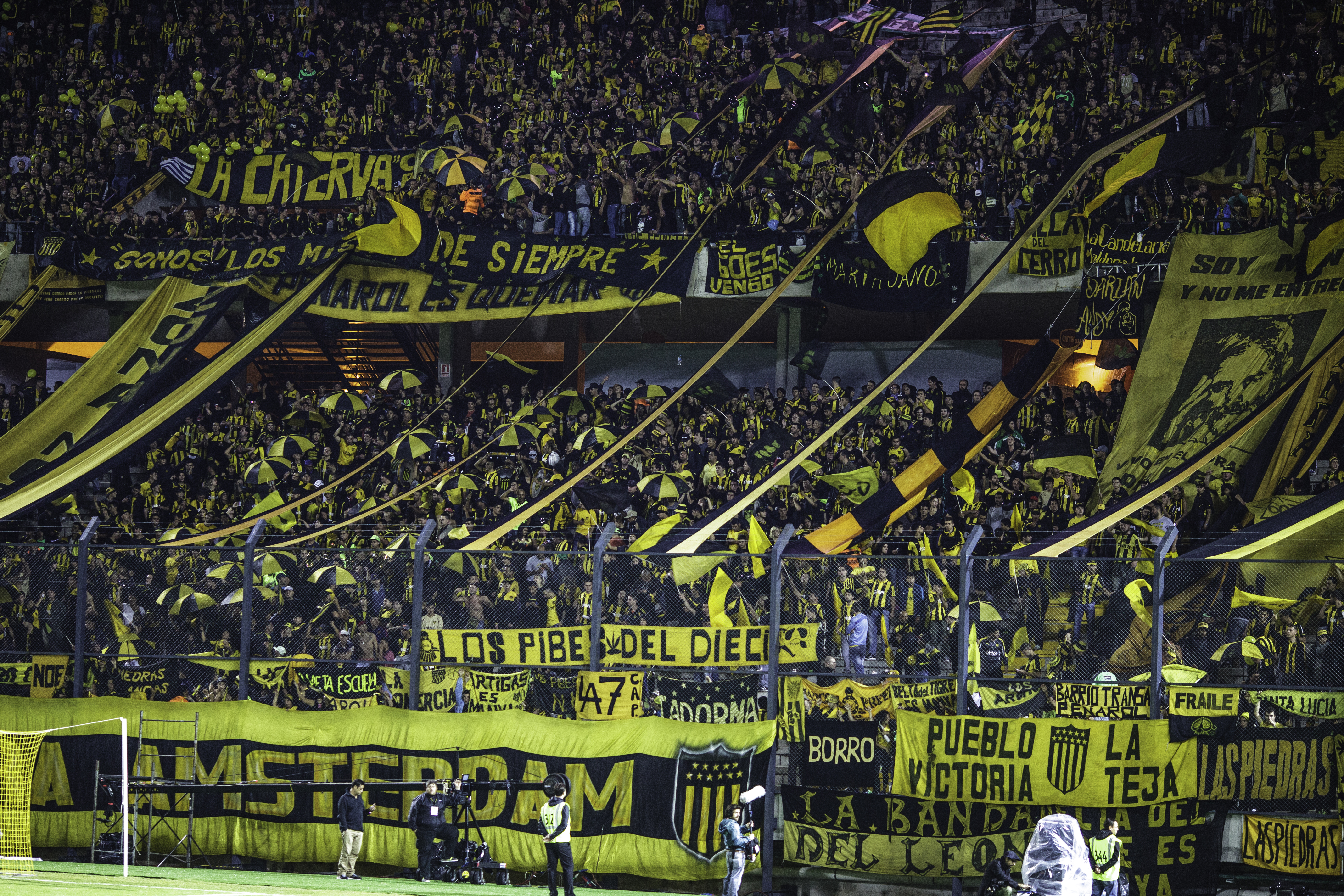
Hinchada de Peñarol en la inauguración del estadio Campeón del Siglo

La Barra Ámsterdam se encarga de darle color y música a la hinchada carbonera. Se caracteriza por el uso de banderas, tirantes, paraguas y bengalas. También la barra se encarga de la percusión con                                                                                                                                   trompetas, bombos y otros instrumentos.

### Eslóganes
La barra de Peñarol tiene distintos eslóganes que suelen ser representados en banderas. Algunos de estos son:
- "Barra Ámsterdam"
- "Los Pibes Del Palacio"
- "Los Dueños De La Fiesta"
- "Los Barrios Unidos Por Peñarol"
- "Los Pibes De Los Trapos"
- "La Banda Del Borro"
- "La 21 Del Ellauri"
- "Marconi, La Banda Esta Acá Nunca Se Fue"
- "Los Pibes Del Carbonero Aguantan"
- "La Banda Del León"

### Canciones
La hinchada de Peñarol tiene muchas canciones de aliento. Muchas de estas son parodias de bandas famosas de rock rioplatense o de canciones de otros géneros musicales. Muchas de las canciones cantadas por los carboneros son parodias de canciones de la banda uruguaya "La Vela Puerca", banda identificada con el Club Atlético Peñarol.
Muchas de estas canciones contienen insultos dirigidos a los rivales de Peñarol, principalmente a Nacional, algunas incluso hacen apologías al delito.

### Amistades
La Barra Ámsterdam mantiene una histórica amistad con "Los Leales", barra del club argentino Estudiantes de La Plata. Esto a pesar de la final de la Copa Libertadores de 1970, donde estos dos clubes se enfrentaron y el cuadro argentino salió campeón. La amistad implica que muchas veces, cuando a Peñarol le toca jugar en Argentina de visitante, algunos fanáticos pincharratas acompañan a los aurinegros y alientan al carbonero como si fuese su equipo. Lo mismo sucede al revés, cuando Estudiantes juega en territorio uruguayo. También es normal ver a personas en las tribunas carboneras vistiendo indumentaria de este club argentino.